# Celso Antônio de Menezes
Celso Antônio de Menezes (Caxias, 13 de julho de 1896 — Rio de Janeiro, 26 de maio de 1984) foi um pintor e professor brasileiro, além de ser um dos maiores escultores do modernismo brasileiro.
Aos dezesseis anos de idade, ganhou uma passagem do governador do estado do Pará, onde residia, para o Rio de Janeiro. Matriculou-se no curso de desenho na antiga Escola Nacional de Belas-Artes, com bolsa de estudo concedida pelo Governador do Maranhão, Urbano Santos.
Freqüenta o ateliê de Rodolfo Bernardelli, no Leme, produzindo suas primeiras esculturas, onde ganhou prêmios despertando interesse no meio artístico do Distrito Federal. Seu conterrâneo e amigo, o escritor Coelho Neto influencia o  Governador do Maranhão,  Godolfredo Viana, a conceder-lhe bolsa de estudos na França. Em Paris no ano de 1923, freqüenta a Académie de La Grande Chaumiere e torna-se discípulo e, em seguida, auxiliar de Antoine Bourdelle, grande nome da escultura contemporânea.
Em 1926 retorna ao Brasil e vai morar em São Paulo. Por indicação de Di Cavalcanti esculpe o Monumento ao Café, situado na Praca Pará, em Campinas. Elabora as esculturas do presidente do Estado, Carlos de Campos e da Lydia Piza Rangel Moreira, no Cemitério da Consolação.
Em 1930 vai morar no Rio de Janeiro convidado por seu companheiro de escola Lúcio Costa para lecionar na cadeira de Estatuária na Escola Nacional de Belas Artes. Em 1934 foi professor do Instituto de Artes da antiga Universidade do Distrito Federal, juntamente com Cândido Portinari que ali lecionava pintura.
No governo de Getúlio Vargas, por sugestão do ministro Gustavo Capanema, recebe várias encomendas oficiais. Em 1940 executa em pedra a escultura "Moça Reclinada" para os jardins suspensos de seu gabinete no antigo Ministério da Educação e Saúde (MEC) hoje, Edifício Gustavo Capanema. Nesse período também executa a obra "Maternidade" que se encontra na praia do Botafogo.
Nesse período executa também os bustos de mármore de Getúlio Vargas e Gustavo Capanema, localizados no prédio do MEC. A convite de Le Corbusier, da início a execução de uma estátua monumental, "O Homem Sentado", que se destinaria ao jardim do MEC e que desmoronou durante a execução.
Entre suas produções, teve como colaborador o também escultor atibaiense Yolando Mallozzi.
Faleceu esquecido e pobre no Rio de Janeiro nos anos de 1980.

## Homenagem
Em 1989, quatro anos depois da morte de Celso Antônio, o escritor Otto Lara Resende (1922-1992) redigiu e deu ampla divulgação ao seguinte manifesto:
"Como simples testemunha do meu tempo, considero um absurdo que até hoje, no final de 1989, um artista do valor e da importância de Celso Antônio não tenha tido ainda o reconhecimento que merece. É sabido que a morte impõe um período de silêncio, como se entre a posteridade e o morto ilustre fosse necessário fazer uma reflexão para reavaliar o que significou de fato a sua contribuição para a cultura nacional.
Quem quer que tenha interesse pelas artes e pelas letras no Brasil sabe a importância de Celso Antônio. Nem é preciso ter sido seu contemporâneo, ou ter acompanhado, mesmo à distância, o itinerário que o artista percorreu. Não lhe faltou sequer o sal da grande controvérsia, quando sua arte foi vítima da incompreensão e da burrice.
Celso Antônio, tendo vivido e trabalhado num momento de renovação cultural em todas as frentes, foi um grande artista inovador. Com um temperamento discreto, alheio ao marketing das celebridades de quinze minutos, o grande artista teve ao seu lado as melhores inteligências e sensibilidades do seu tempo. Bastaria citar três grandes nomes, entre os seus fervorosos admiradores: Manuel Bandeira, Carlos Drummond de Andrade e Rodrigo M. F. de Andrade.
Tudo o que se fizer em favor de Celso Antônio, a partir de agora, é justo e oportuno. Chega tarde, mas ainda chega a tempo de saldar uma dívida que o Brasil tem para com esse extraordinário artista, que conheci, admirei e defendi, quando foi vítima da agressiva estupidez dos que se trancam na rotina e no ar viciado do academicismo".